# 넓적다리안쪽칸
넓적다리안쪽칸, 또는 넙다리안쪽칸(medial compartment of thigh)은 넓적다리 안쪽의 근막칸 중 하나이며 엉덩관절 모음근과 두덩정강근을 포함한다.
폐쇄신경은 이 부분에 분포하는 일차 신경이다. 폐쇄동맥은 넓적다리 안쪽에 혈액을 공급하는 동맥이다.
넓적다리안쪽칸의 근육은 다음과 같다.
- 두덩정강근
- 긴모음근
- 짧은모음근
- 큰모음근

바깥폐쇄근은 때때로 넓적다리안쪽칸의 일부로 간주되기도 하고 제외되기도 한다. 공간적으로는 이 위치에 있지만 기능적으로는 다른 바깥돌림근 그룹과 유사하다.
두덩근은 안쪽칸에 포함되기도 하고 제외되기도 한다. 두덩근은 다른 넓적다리안쪽칸의 근육들과 기능은 같지만 신경 분포가 다르다. 두덩근에는 넓적다리앞칸의 근육들처럼 넙다리신경이 주로 분포한다.